# Wróblik Szlachecki
Wróblik Szlachecki – wieś w Polsce położona w województwie podkarpackim, w powiecie krośnieńskim, w gminie Rymanów. Leży przy DW887.
W latach 1975–1998 miejscowość administracyjnie należała do województwa krośnieńskiego.

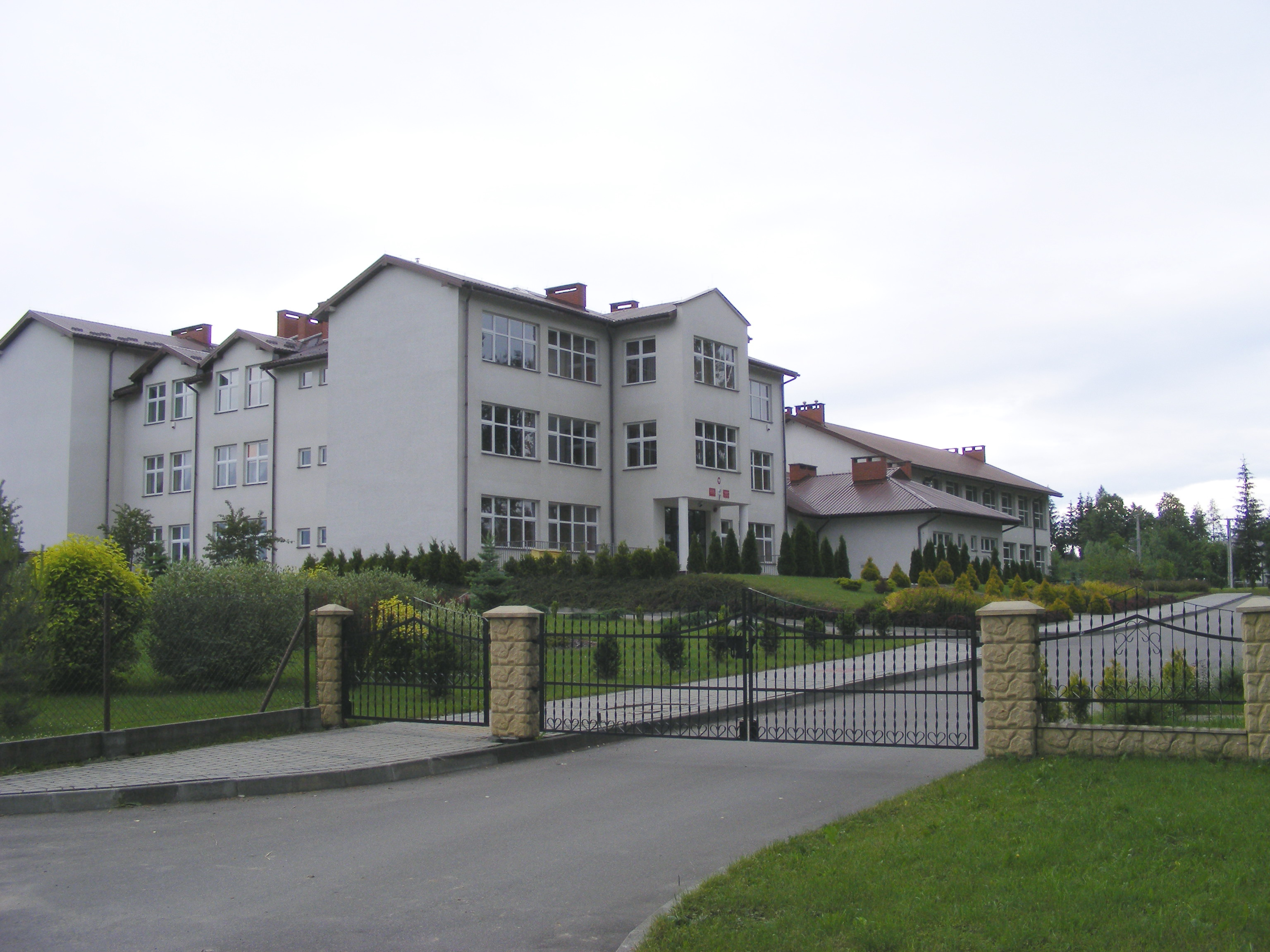
Szkoła we Wróbliku Szlacheckim

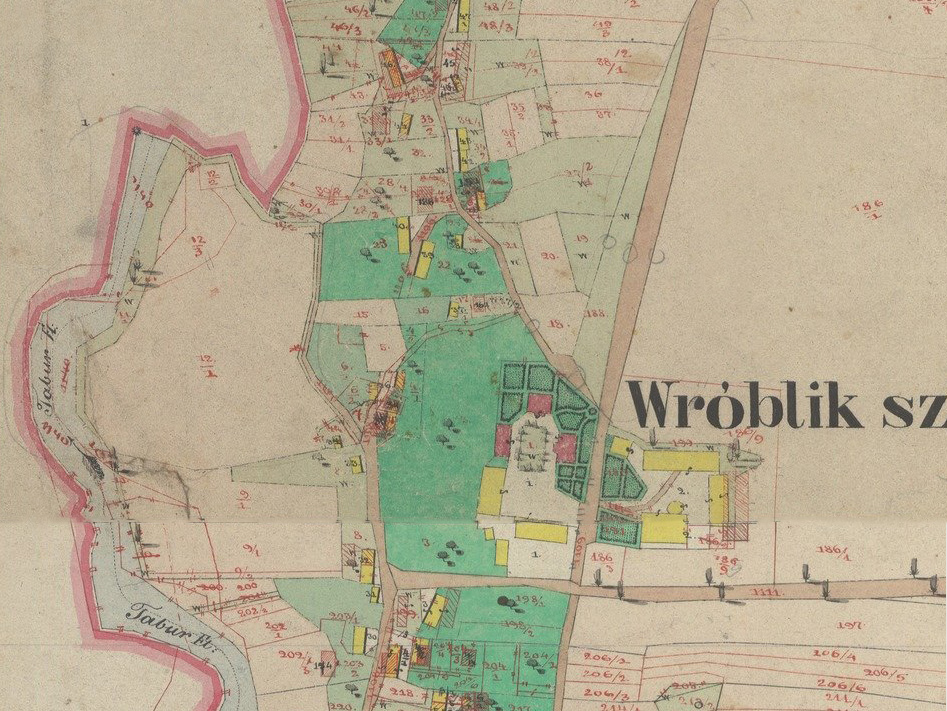
Dwór we Wróbliku Szl. na mapie z 1851

## Historia
Wieś wzmiankowana w 1494 r. pod nazwą Targowska, a w 1518 r. Targowce.
Zamieszkiwana przez Łemków (razem z czterema innymi wioskami znajdującymi się na Pogórzu Strzyżowskim, nazywane były one Górniakami lub Horniakami).
W latach 80. XIX wieku po wybudowaniu linii kolejowej we wsi zlokalizowana została stacja kolejowa o nazwie Rymanów. Była ona stacją załadunkową ropy naftowej z pobliskich kopalń.
Na przełomie XVIII i XIX wieku Wróblik Szlachecki należał do Ignacego Grodzickiego herbu Łada. W 1817 roku właścicielką posiadłości tabularnej została jedna z jego córek, Joanna, zamężna z Tomaszem Wiktorem. Od 1875 roku właścicielem tabularnym dóbr we wsi był Kazimierz Wiktor. W 1905 Jan Wiktor posiadał we wsi obszar 173,5 ha. W 1911 właścicielami tabularnymi byli Józef Bolanowski oraz Jan i Marianna Wołczański, posiadający 41 ha.
W II Rzeczypospolitej wieś w powiecie sanockim województwa lwowskiego. Powstałe zbiorniki na ropę naftową były w okresie okupacji niemieckiej obiektem akcji dywersyjnej iwonickiej Armii Krajowej, np. 28 lutego 1944 – został wysadzony zbiornik z 270 tonami ropy naftowej na stacji PKP Rymanów-Wróblik Szlachecki. Kres niemieckiej okupacji Wróblika Szlacheckiego położyło zdobycie miejscowości 13 września 1944 przez żołnierzy 38 Armii 1 Frontu Ukraińskiego Armii Czerwonej. Po II wojnie światowej Łemków wysiedlono do ZSRR.
W latach 1945–1946 nacjonaliści ukraińscy z OUN-UPA zamordowali tutaj 7 Polaków. Spalili też 120 gospodarstw połemkowskie.
Niedaleko wsi znajduje się elektrownia wiatrowa uruchomiona w 2000 r. Jest ona dwuwiatrakowa i ma moc 320 kW.

## Zabytki
- Kościół drewniany pw. Serca Jezusowego z 1869, dawniej cerkiew greckokatolicka, od 1946 r. kościół filialny rzymskokatolickiej parafii pw. Wniebowzięcia NMP we Wróbliku Królewskim, dekanat Rymanów[15]). Polichromia z 1871 r. wykonana przez Pawła Bogdańskiego z Jaślisk. Kropielnica kamienna w kształcie kielicha z poł. XIX w. Dzwon z 1711 r.
- W sąsiedztwie znajduje się cmentarz, na którym zachowały się m.in. zabytkowe nagrobki rusińskie.

## Turystyka
Szlaki rowerowe:
- Szlak Doliną Wisłoka (35 km): Rymanów – Nowa Wieś – Zmysłowka – Ladzin – Wróblik Królewski – Wróblik Szlachecki – Milcza – Bzianka – Poręby – Besko – Mymoń – Sieniawa – Bartoszów – Rymanów